# Euphorbia gentilis
Euphorbia gentilis är en törelväxtart som beskrevs av Nicholas Edward Brown. Euphorbia gentilis ingår i släktet törlar, och familjen törelväxter.

## Underarter
Arten delas in i följande underarter:
- E. g. gentilis
- E. g. tanquana